# Monasterio de la Exaltación de la Santa Cruz (Poltava)
El monasterio de la Exaltación de la Santa Cruz (en ucraniano: Хрестовоздвиженський жіночий монастир) es un monasterio ortodoxo ucraniano que se sitúa en Poltava, en el óblast de Poltava de Ucrania.    

## Historia
El monasterio fue fundado en 1650 por monjes del monasterio de Mhar. La construcción del complejo inicial, de madera, fue financiada por el comandante cosaco Martín Pushkar, y el hetman Iván Samoilovich financió más tarde la construcción de la catedral de la Exaltación de la Santa Cruz dentro del monasterio. En 1693, durante la Ruina, el monasterio fue incendiado por soldados del kanato de Crimea, y más tarde sirvió como base para las fuerzas suecas durante la batalla de Poltava en medio de la Gran guerra del Norte.
Tarás Shevchenko pintó el monasterio en 1845. Varios líderes extranjeros han visitado el monasterio: el rey Carlos XII de Suecia visitó el monasterio durante la Gran guerra del Norte, al igual que Pedro I de Rusia. El zar incluso vivió en el monasterio durante un corto período de tiempo, y los emperadores Románov posteriores también asistieron regularmente a los servicios religiosos. 
Durante la Segunda Guerra Mundial, Adolf Hitler también visitó el monasterio el 3 de diciembre de 1941. El monasterio fue destruido más tarde durante la guerra. Volvió a abrir entre 1942 y 1960 como convento de mujeres, y fue restaurado en 1999.

## Arquitectura
El monasterio está diseñado en estilo barroco ucraniano y está incluido en el Registro Estatal de Monumentos Inmuebles de Ucrania, atrayendo a cientos de visitantes cada año.

## Galería

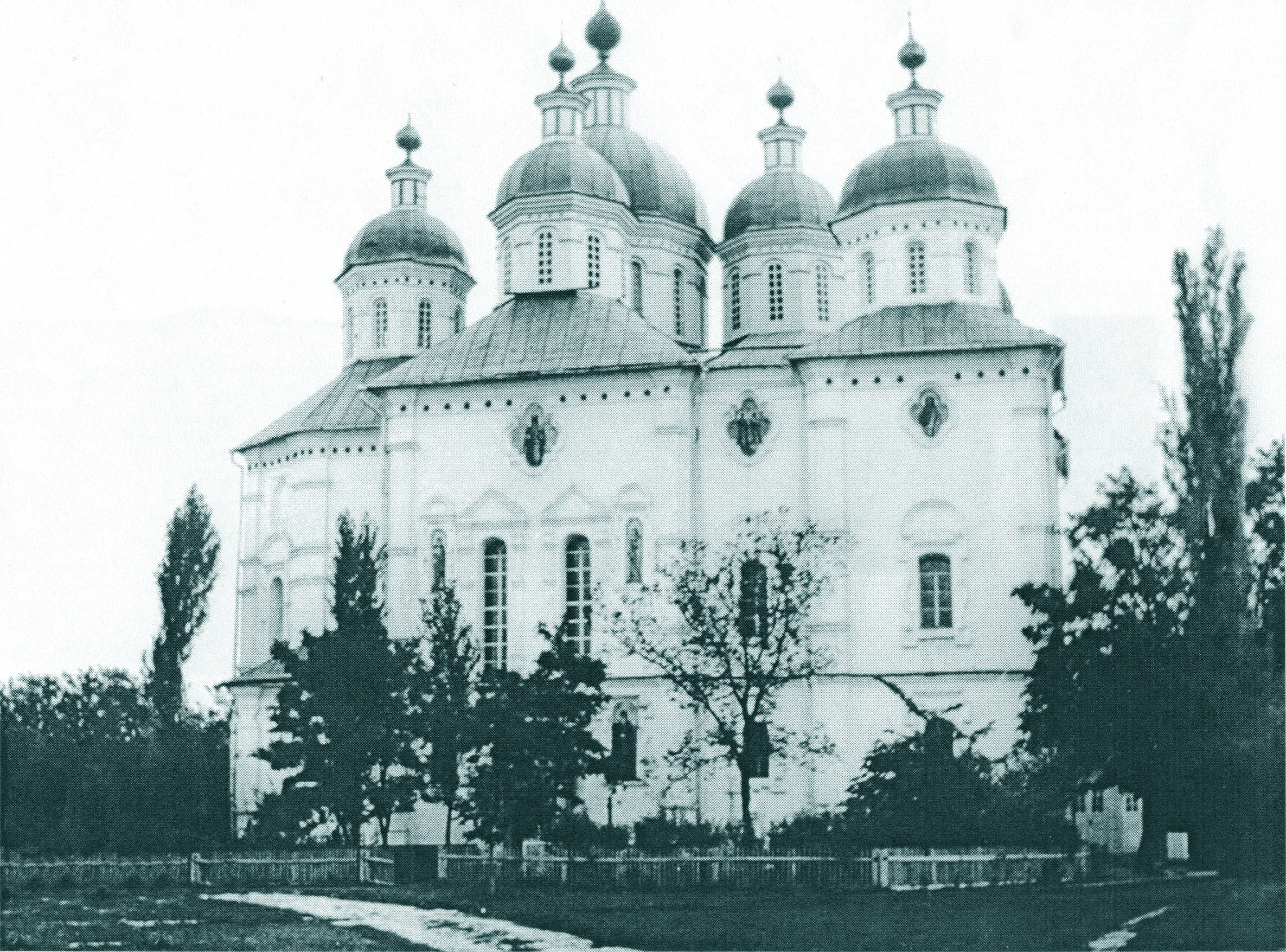
Monasterio en 1900
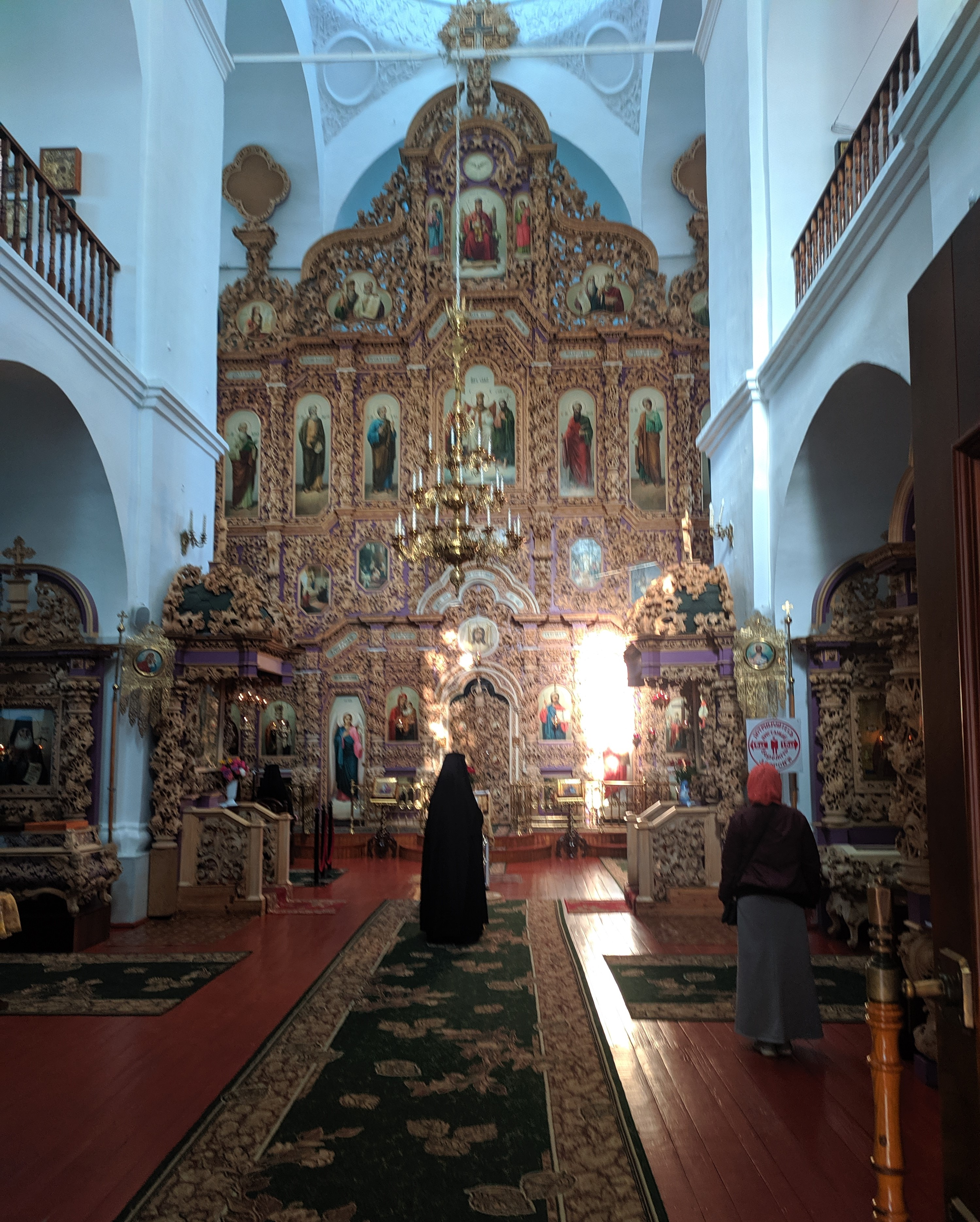
Iconostasio
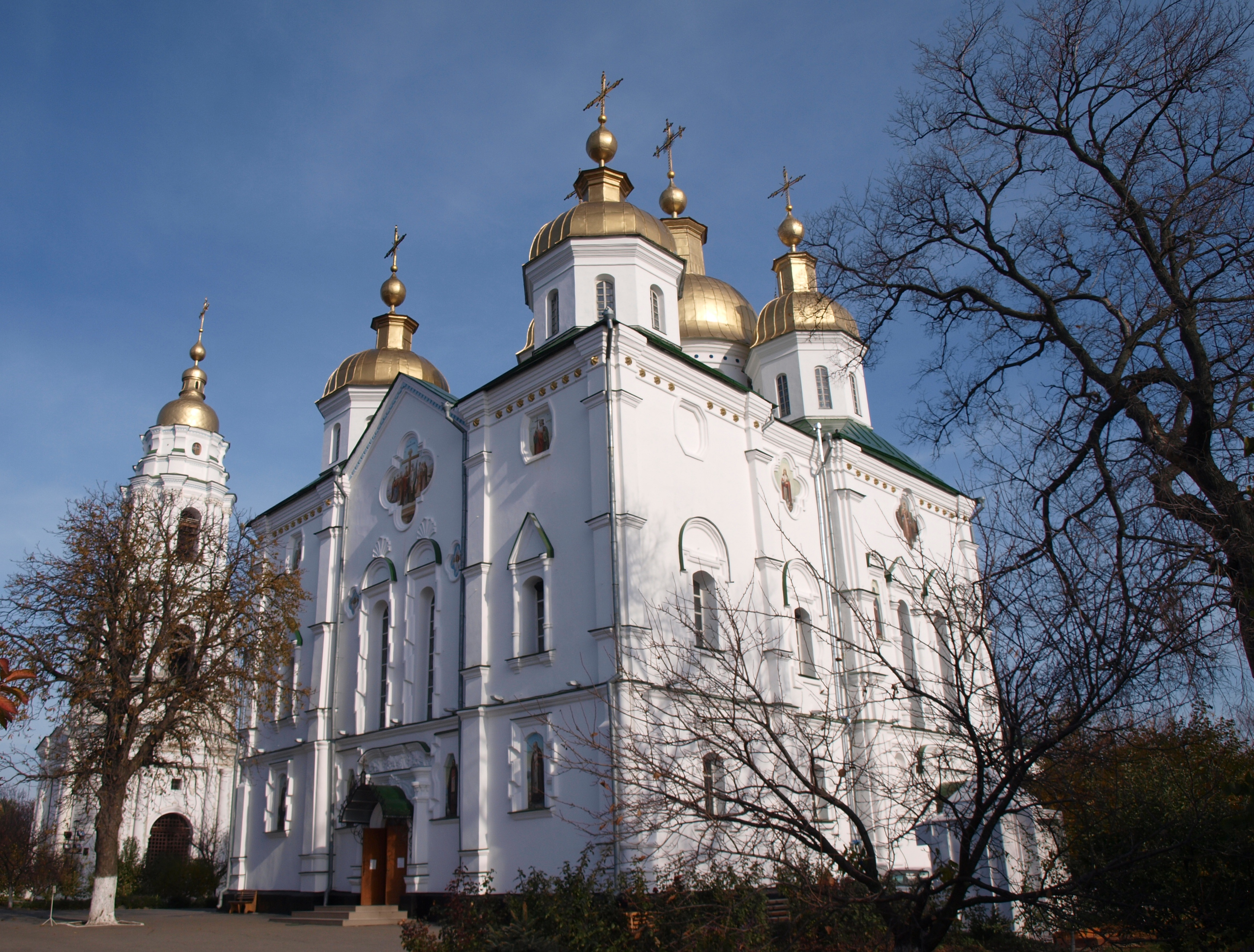
Catedral del monasterio